# يوسف جريس
يوسف جريس (13 ديسمبر 1899 - 7 أبريل 1961) هو ملحن وعازف مصري.

## حياته ومسيرته
من جيل الرواد الأوائل في التأليف الموسيقي في مصر والعالم العربي، فقد كتب أول موسيقي مصرية يعزفها أوركسترا سيمفوني.
وُلد يوسف جريس في 13 ديسمبر 1899 بمحافظة القاهرة، لأسرة محبة للثقافة فقد كان والده محبا للأدب والموسيقي وكانت والدته تتقن عزف البيانو ولهذا فقد لقيت مواهبه الموسيقية رعاية مبكرة فدرس الموسيقي جنبا إلي الجنب مع علومه المدرسية.
وفي عام 1915 بدأ دراسة الموسيقي العربية على يد «سامي الشوا» و«منصور عوض» ثم درس عزف آلة الكمان علي يد الأستاذين «منشة» و«ساندي روزدول» كما درس الهارموني علي يد «جينوتاكلن» والتأليف الموسيقي علي يد «جوزيف هوتيل».
بعد أن أتم يوسف جريس دراسته الثانوية بمدرسة التوفيقية بحي شبرا بالقاهرة ألتحق بكلية الطب غير أنه تركها وألتحق بكلية الحقوق وتخرج فيها عام 1926 وقد عمل بالمحاماة بضعة أشهر ثم تركها وتفرغ لتأليف الموسيقي، وفي عام 1930 عُين عضوا في جمعية المؤلفين والناشرين الدولية في باريس بعد أن اجتاز اختباراتهم بنجاح، وفي عام 1942 اشترك هو وشقيقه لويس مع العالم المصري الكبير دكتور علي مصطفى مشرفة وكامل الكيلاني وحسن رشيد وزوجته بهيجة رشيد وآخرين من محبي الموسيقي في تأسيس الجمعية المصرية لهواة الموسيقى.
قدمت الجمعية حفلها الأول في كلية العلوم بجامعة القاهرة في التاسع عشر من مارس عام 1942 واشترك بالعزف في ذلك الحفل كل من يوسف جريس وأبو بكر خيرت، ثم قدم القصيد السيمفوني «مصر» لأول مرة في مدينة الإسكندرية في 16 أغسطس عام 1923 إعلانا عن ميلاد أول مؤلف موسيقي سيمفوني مصري وعربي.
اعتاد يوسف جريس استضافة كبار مؤلفي الموسيقى العالميين في منزله، مثلما حدث عندما انعقد المؤتمر الدولي للموسيقي العربية بالقاهرة عام 1932.

## أهم الأعمال
- مؤلفات بيانو: السودانية مصنف "14" عام 1932، الفلسطينية الصغيرة مصنف "35" عام 1932، تحت النخيل 1944، زهرة البردي 1949، إلي إيرين 1949.
- مؤلفات كمان: البدوي 1931، ابن الوادي 1943، أغاني صحراوية 1944، بنت الأهرامات 1961.
- قصيد سيمفوني: «مصر» 1934، «نحو دير في الصحراء» 1934، «النيل والوردة» 1943، «السيمفونية الثالثة» 1960، «أهرام الفراعنة».
- مؤلفات كمان وبيانو: نرقص «مصنف 1» 1928، تذكار «مصنف 1» 1932، الفتاة ذات الوشاح الأزرق 1932، رومانس 1945، النيل يغني 1950.
- فلوت منفرد: صدي الصحراء، صدي الوادي، صدي النيل.
- اوبرا: أوبرا القدر 1943.

في عام 1961 سافر يوسف جريس في رحلة للعلاج في أوروبا وبينما كان في طريق العودة إلي أرض الوطن من رحلة علاجه في أوروبا واثناء إقامته في مدينة البندقية بإيطاليا توفي في 7 أبريل 1961.